# 絶芸
絶芸（ぜつげい、簡体字: 绝艺; 繁体字: 絶藝; 拼音: Juéyì、英語名: Fine Art）は、テンセントのAIによるコンピュータ囲碁プログラム。
2016年11月1日から同月29日にかけてインターネットの囲碁サイト「野狐囲碁」で対局し、朴廷桓に5勝1敗、姜東潤に3勝1敗、朴永訓に3勝1敗、古力に2勝1敗、などの世界戦優勝者レベル以上の戦績を残した。日本の棋士では余正麒がもっとも多く対戦し、絶芸の3勝1敗だった。電聖戦では一力遼に中押し勝ちした。柯潔には1勝3敗と負け越していたが、後に2子局のハンデを与えて完勝している。その他、世界戦常連の若手棋士と数多く対戦した。
2017年3月の第10回UEC杯コンピュータ囲碁大会では、井山裕太六冠に勝利したこともある、日本最強の囲碁AIDeepZenGoを下して優勝。2017年8月の第1回中信証券杯世界電脳囲碁オープン戦ではそのDeepZenGoに準決勝で敗れたものの、同年12月の「AI竜星戦2017」（主催・囲碁将棋チャンネル等）では再びDeepZenGoを下し優勝した。2017年5月にAlphaGoが柯潔との対戦を制して現役（人類との対局）を引退し、2018年4月には戦績の拮抗していたDeepZenGoが引退したこともあり、事実上世界最強の囲碁AIとの評価もあった。ただし、2018年4月に福州で開催された「世界人工知能囲碁大会」にて、公開論文を基にテンセントのWeChat・翻訳機能開発チームがAlphaGo Zeroを復元したPhoenixGoに決勝で敗れた。

## 足跡
- 2017年 UEC杯コンピュータ囲碁大会優勝[3]
- 2017年 AI竜星戦2017優勝[8]